# ویپاوسکی کریژ
ویپاوسکی کریژ (اسلوونیایی: Vipavski Križ؛ ایتالیایی: Santa Croce di Aidussina) در اسلوونی با جمعیت ۱۸۱ نفر است که در slovenian littoral واقع شده‌است.